# Suehiro Tanemura
Suehiro Tanemura (jap. 種村 季弘, Tanemura Suehiro; * 21. März 1933 in Toshima; † 29. August 2004) war ein japanischer Germanist, Literaturkritiker und Übersetzer.
Tanemura studierte Germanistik an der Universität Tokio. Bekannt wurde er für seine tiefgreifenden Studien über die fantastische und Nonsenseliteratur in Europa. 1999 wurde er für Tanemura Suehiro no neo rabirintosu "Gensō no erosu" mit dem Izumi-Kyōka-Literaturpreis ausgezeichnet.